# Marc Pincherle
Marc Pincherle (* 13. Juni 1888 in Constantine, Französisch-Nordafrika; † 20. Juni 1974 in Paris) war  ein französischer Musikwissenschaftler und Violinist.

## Leben und Wirken
Marc Pincherle wurde als Sohn eines Berufsoffiziers in Algerien geboren. Er studierte an der Sorbonne bei Louis Laloy (1874–1944), André Pirro, Romain Rolland und weiteren. Als er 1913 beschloss, seine Doktorarbeit über das Leben und Wirken von Antonio Vivaldi zu verfassen, stand die Erforschung der Musik des 17. und frühen 18. Jahrhunderts noch in ihren Anfängen. Als eifriger Sammler und Forscher machte er sich in der Folgezeit einen herausragenden Namen. Zeitweise war das von ihm verfasste Pincherle-Verzeichnis (P), eine Referenz der Kennzeichnung von Vivaldis Werken. Es wurde in den 1970er Jahren nach und nach durch das vollständigere Ryom-Verzeichnis abgelöst.
Pincherles Forscherdrang brachte zahlreiche verschollen geglaubte Werke, vor allem italienischer und französischer Barockkomponisten, wieder zum Vorschein. Er war ebenfalls als Musikherausgeber tätig, beispielsweise veröffentlichte er Werke von Leclair, de Mondonville oder Boismortier.
Marc Pincherle war ab der Gründung, Präsident der Akademie Charles Cros, von 1950 bis 1963 Generalsekretär des Festival d’Aix-en-Provence, Vizepräsident und Präsident der Société Française de Musicologie, Mitglied der Académie Royale de Belgique und der Royal Musical Association, London.

## Veröffentlichungen (Auswahl)
Neben zahlreichen Artikeln über die Violintechnik und die alten Meister, erschienen
- Les violonistes. Compositeurs et virtuoses. Laurens, Paris 1922.
- Feuillets d'histoire du violon. Legouix, Paris 1927.
- Corelli. Alcan, Paris 1933.
- Les instruments du quatuor (= Que sais-je? 272, ISSN 0768-0066). Presses Universitaires de France, Paris 1948.
- Antonio Vivaldi et la musique instrumentale. 2 Bände. Floury, Paris 1948.
- L'orchestre de chambre. Larousse, Paris 1948.
- Jean-Marie Leclair l'aîné. La Colombe – Éditions du Vieux-Colombier, Paris 1952.
- Corelli et son temps. Éditions Le Bon Plaisir, Paris, 1954.
- Histoire illustrée de la musique. Gallimard, Paris 1959.
- Le Monde des virtuoses. Flammarion, Paris 1961.
- Le Violon (= Que sais-je? 1196). Presses Universitaires de France, Paris 1966.
- Albert Roussel in Les Grands Compositeurs du XXe Siècle Verlag, René Kistner, Genève 1957.
- Tartiniana (= I Quaderni dell'Accademia Tartiniana. 1, ZDB-ID 192755-3). Edizioni CEDAM, Padova 1972.